# José Agustín Cenzual Coca
Agustín Cenzual, més conegut com a Sito (Pereña de la Ribera, 6 de novembre de 1965) és un exfutbolista i entrenador castellanolleonès.
Sito és tot un símbol en la UD Salamanca, l'equip on ha fet tota la seua vida esportiva. Va pujar al primer equip a finals de la dècada dels 80 i va romandre fins a 1998, tot jugant a Segona B, Segona i primera divisió amb els salmantins (55 partits en la màxima categoria).
Després de la seua retirada, ha ocupat els càrrecs de segon entrenador de la UD Salamanca i tècnic del filial, el Salmantino.